# Sinnae-dong
Sinnae-dong (koreanska: 신내동)  är en stadsdel i stadsdistriktet Jungnang-gu i Sydkoreas huvudstad Seoul.

## Indelning
Administrativt är Sinnae-dong indelat i:
| Namn    | Namn              | Yta km² | Invånare 31 dec 2020 |
| ------- | ----------------- | ------- | -------------------- |
| 신내1동 | Sinnae 1(il)-dong | 2,56    | 39 831               |
| 신내2동 | Sinnae 2(i)-dong  | 0,93    | 21 302               |